# Strangalia lachrymans
Strangalia lachrymans es una especie de escarabajo longicornio del género Strangalia, categorizada en la tribu Lepturini, de la subfamilia Lepturinae. Fue descrita por Bates en 1885.

## Descripción
Mide 22 mm de longitud.

## Distribución
Se distribuye por Guatemala y Nicaragua.